# Douglas Clifton Brown, 1. Viscount Ruffside
Douglas Clifton Brown, 1. Viscount Ruffside (* 16. August 1879; † 5. Mai 1958) war ein britischer Politiker der Conservative Party und Sprecher des Unterhauses (House of Commons).

## Familie und berufliche Laufbahn
Der Sohn des Unterhausabgeordneten James Clifton Brown hatte acht Geschwister von denen sein älterer Bruder Howard Clifton Brown ebenfalls Unterhausabgeordneter war. Ein weiterer älterer Bruder (Francis Clifton Brown) war Vizeadmiral der Royal Navy. Andere Brüder waren als Friedensrichter und Offiziere tätig.
Seine einzige Tochter Audrey heiratete 1931 den späteren Unterhaussprecher Harry Hylton-Foster.
Er absolvierte nach dem Besuch des Eton College ein Studium am Trinity College (Cambridge), das er 1901 mit einem Bachelor of Arts (B.A.) und 1905 mit einem Master of Arts (M.A.) abschloss.
Nach dem Studium trat er in die British Army ein und stieg dort bis 1918 innerhalb der Territorialarmee zum Oberst der Northumberland Hussars auf.

## Politische Laufbahn

### Abgeordneter
Brown begann seine politische Laufbahn 1918 mit der Wahl zum Abgeordneten des Unterhauses (House of Commons). Dort vertrat er bis auf eine kurze Unterbrechung (1923–1924) bis 1951 die Interessen der Conservative Party des Wahlkreises Hexham.
Zwischen 1938 und 1943 war er Stellvertretender Unterhaussprecher. Zusätzlich wurde er 1941 zum Mitglied des Privy Council (P.C.) berufen.

### Parlamentssprecher und Mitglied des Oberhauses
Während des Zweiten Weltkrieges wurde er am 16. März 1943 als Nachfolger des verstorbenen Edward FitzRoy zum Sprecher (Speaker) des House of Commons gewählt. Dieses Amt übte er bis zu seinem Ausscheiden aus dem Unterhaus 1951 aus. Nachfolger als Unterhaussprecher wurde sein Parteifreund William Morrison.
Nach seinem Ausscheiden aus dem House of Commons wurde er am 14. Dezember 1951 aufgrund seines bisherigen Amtes als Speaker in den erblichen Adelsstand erhoben. Er führte daraufhin den Titel eines Viscount Ruffside of Hexham in the County of Northumberland und gehörte damit dem Oberhaus (House of Lords) an. Da er keine männlichen Nachkommen hinterließ, erlosch der Titel mit seinem Tod 1958.

## Auszeichnungen
1945 wurden ihm die Titel eines Ehrendoktors des Zivilrechts (Doctor of Civil Laws) der University of Durham sowie zugleich der Universität Cambridge verliehen. 1948 verlieh ihm die Universität Caen ebenfalls den Titel eines Doctor Iuris honoris causa. 1949 erhielt den Rang eines Ehrenoberst der Northumberland Hussars.